# Embu (Kenia)
Embu – miasto w centralnej Kenii, nad rzeką Rupingazi. Ośrodek administracyjny hrabstwa Embu. Według spisu powszechnego z 2019 roku miasto liczy 65 tys. mieszkańców.
W mieście rozwinął się przemysł mleczarski.